# Carex uncinata
Carex uncinata là loài thực vật có hoa trong họ Cói. Loài này được (L.f.) Kük. miêu tả khoa học đầu tiên năm 1909.

## Hình ảnh

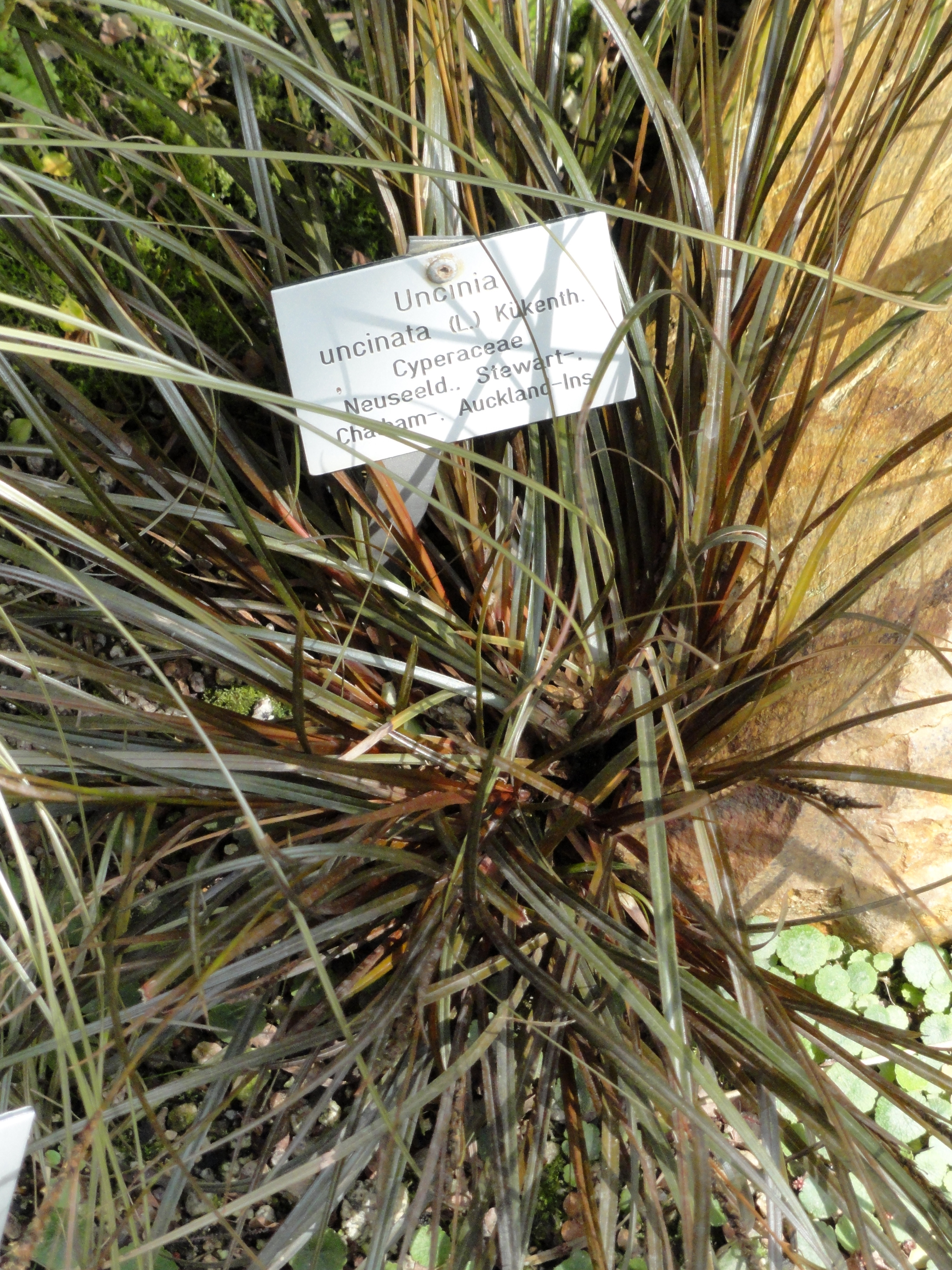
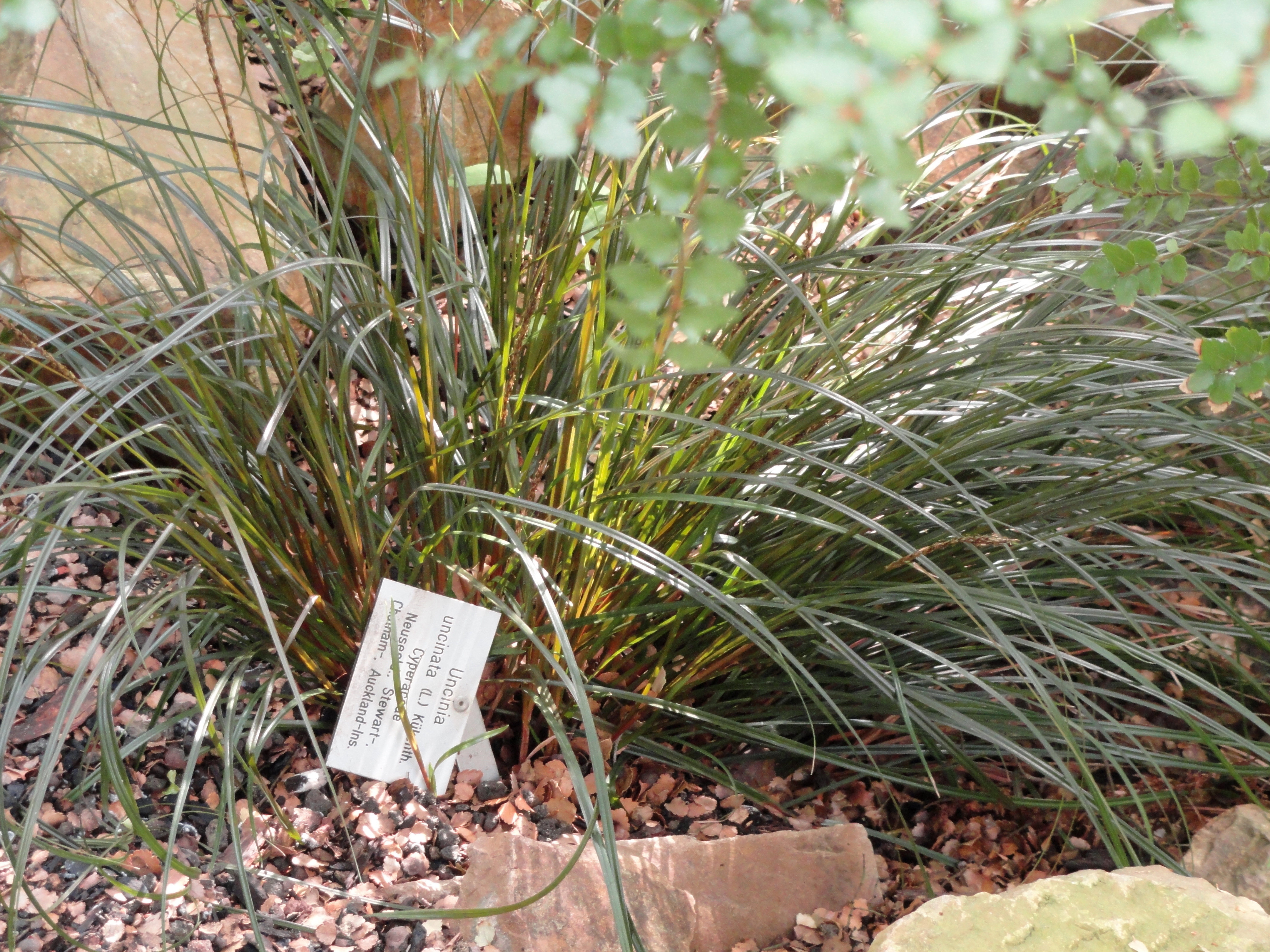
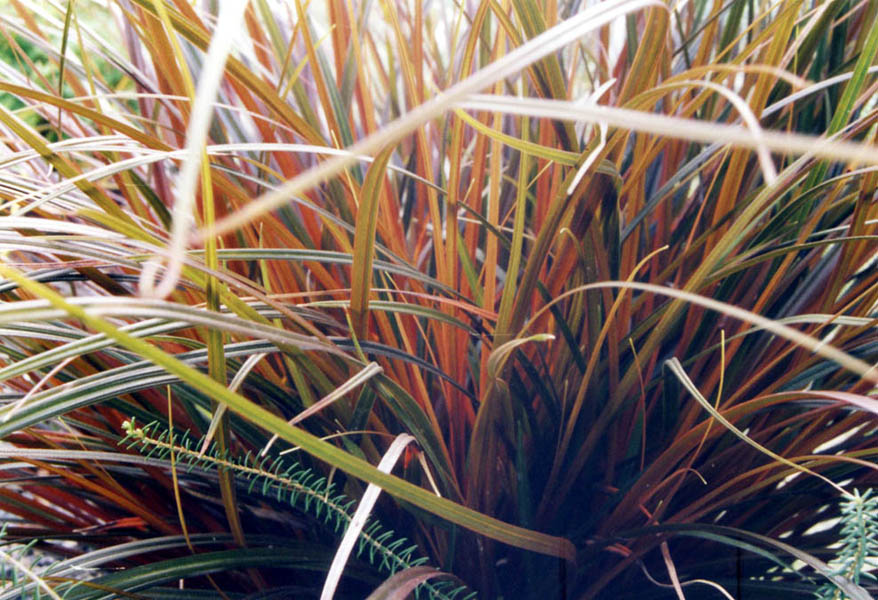
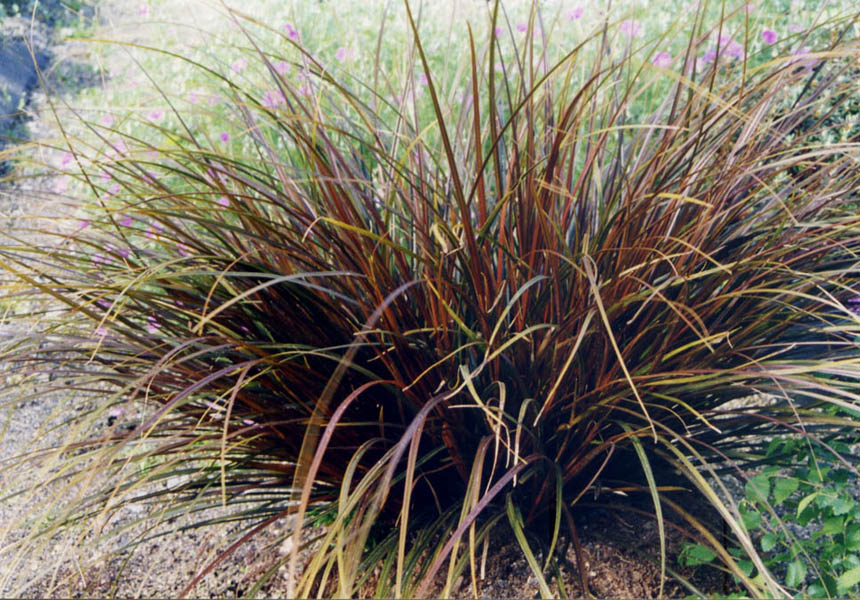